# Tomàs Milans
Tomàs Milans Godayol (Canet de Mar, Barcelona, 1672 - Canet de Mar, 1742) fue un destacado músico y compositor español del siglo XVIII.

## Biografía
Hijo de Marc Antoni Milans Macià (Canet de Mar, 1625 - 1708) y de Marianna Godayol, nacida en Espinelvas, recibió una esmerada educación musical, junto a su hermano Carles, de mano de san José Oriol, beneficiado de la Iglesia de Santa María del Pino de Barcelona, que guardaba una estrecha relación familiar con los Milans. José Oriol consiguió que ingresara en la escolanía de la Capilla del Palacio de la Condesa, de la que años más tarde sería director.
A lo largo de su carrera, Milans ocupó dos cargos de máxima importancia en el mundo musical de la Cataluña de su tiempo: la dirección musical de la Capilla del Palacio de la Condesa (1701) -el palacio del virrey era el centro más elitista del país- y, después de 1714 y hasta el 1733, la dirección de la capilla de música de la Catedral de Santa María de Gerona. En 1995, Josep Rovira Fors decía que «Tomàs Milans no solamente fue uno de los músicos más destacados de su época, sino que uno de los compositores mejor relacionados». Milans fue coetáneo de Francisco Valls y José Picañol. Picañol, que era discípulo de Francisco Valls, en 1726 sucedió Milans a la catedral de Barcelona y fue el titular hasta que el 1736 fue de maestro de capilla al célebre convento de las Descalzas de Madrid, el punto de máxima categoría musical de todos los reinos de España. Picanyol, igual que Milans, era partidario decidido del mestizaje de la música local con las nuevas corrientes que llegaban de Italia. Después del Concilio de Trento la música religiosa se había esparcido de una manera como no se había producido con anterioridad, y esto se produjo sobre todo durante los siglos XVI, XVII y XVIII. Este expansión coincidió con los orígenes y el primero -y más importante- crecimiento de Canet de Mar como población. La burguesía local, enriquecida con la construcción naval y el comercio marítimo de altura, destinó abundantes recursos a la creación y sostenimiento de la capilla de música de la iglesia parroquial, con un grupo de músicos y compositores que fueron los creadores materiales, tanto con partituras propias como otras intercambiadas con otros archivos.